# Stockton and Darlington Railway
A Stockton and Darlington Railway (S&DR), inaugurada em 1825, foi a primeira companhia ferroviária pública a ser estabelecida no mundo, com uma linha de locomotiva a vapor, tendo operado até 1863.

## Histórico

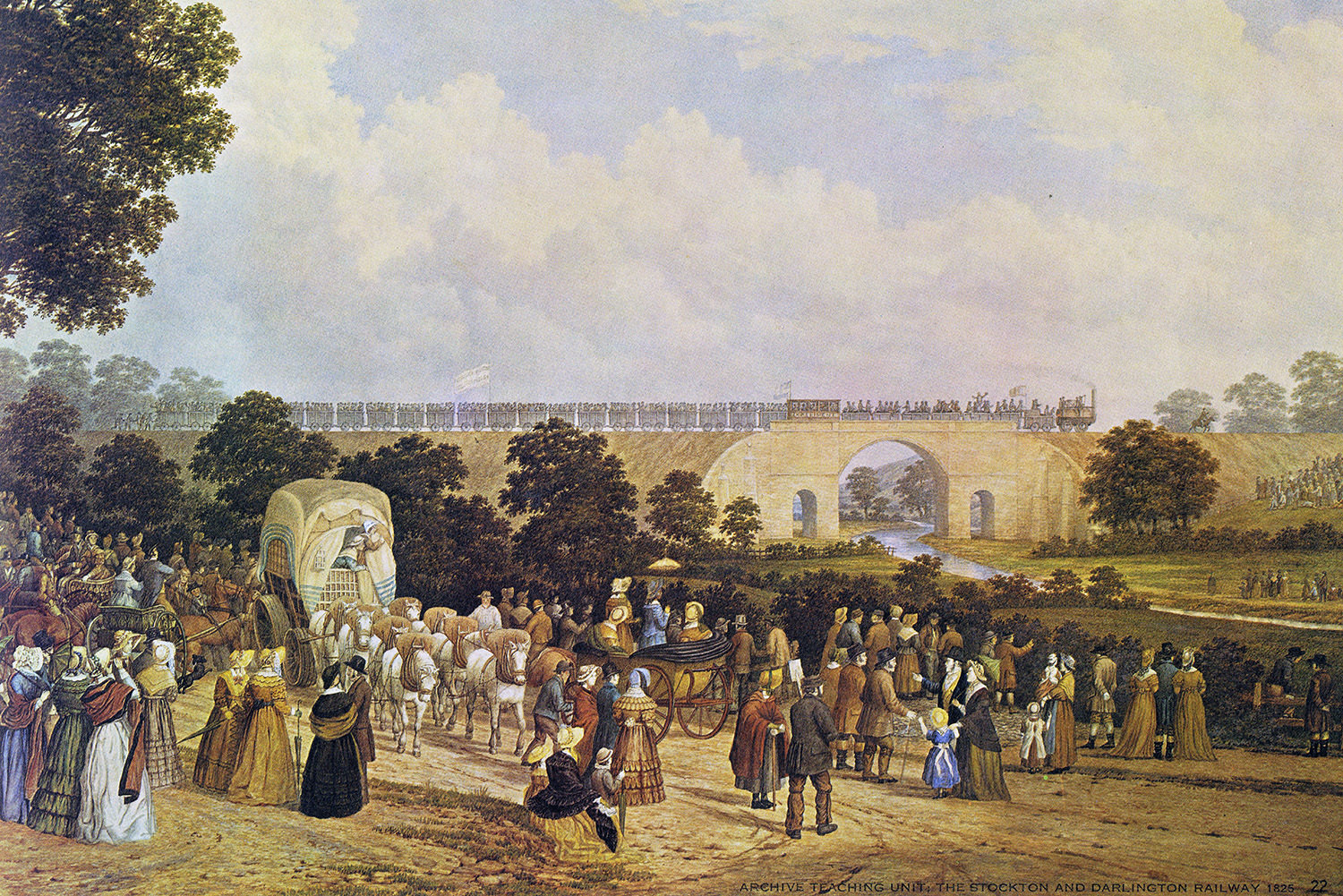
Inauguração da Stockton and Darlington Railway, por John Dobbin, cerca de 1825.

Na sua inauguração, a linha possuía 40 km de extensão, e foi construída entre Darlington e Stockton-on-Tees, na Inglaterra. A linha foi inicialmente construída para conectar minas de carvão no interior de Stockton, que era transportado através de barcos. A maior parte dessa rota é atualmente servida pela "Linha do Vale Tees", operada pela Northern Rail.
Já com 320 km de linhas e 160 locomotivas, a S&DR foi absorvida pela North Eastern Railway em 1863, que, por sua vez, sofreu fusão com a London and North Eastern Railway em 1923.